# Jogo eletrônico de futebol
Jogo eletrônico de futebol é um jogo eletrônico de PC, arcade, videogame, e mais recentemente smartphones, que simula uma partida de futebol.
Jogos do tipo manager são aqueles que o player gerencia um clube, podendo ser dirigente, técnico e até jornalista.
Mais recentemente, começaram a aparecer os primeiros Fantasy Games de futebol, como o Cartola FC.

## História

### Década de 1970 e os Primeiros Jogos
Aquele que é considerado o primeiro jogo de futebol da história dos videogames foi Soccer, lançado em 1973 pela japonesa Taito. Criado por Tomohiro Nishikado, o jogo foi lançado para fliperama, com muitas limitações. O jogador podia controlar apenas dois jogadores (representados por bastões verticais), que emulavam o atacante e o goleiro, tocando a bola sobre uma superfície verde que era o mais próximo de um gramado para os gráficos da época. Era possível variar a direção e a velocidade dos “chutes”. Para isso, bastava tocar a “bola” em diferentes pontos do bastão que simbolizava os jogadores. Quem marcasse nove gols primeiro vencia.
Antes de Soccer, já havia um jogo com a palavra "Soccer" em seu nome. Crown Soccer Special, porém, era um pinball, e não um jogo de futebol.
Depois de Soccer, somente em 1977 outro jogo do gênero viria a ser lançado. Futebol do Telejogo I, da Philco, com 3 jogadores, ainda era muito parecido com Soccer.
Um ano mais tarde, veio o sucessor: Futebol do Telejogo II trazia 2 jogadores, sendo 1 goleiro, e mais parecida uma partida de futebol de totó
Em 1979, Intellivision Soccer - também chamado de NASL Soccer - foi criado pela Mattel para o console Intellivision. Ele é considerado o primeiro jogo eletrônico de futebol para consoles, uma vez que ele foi o primeiro a, de fato, levar para a tela da TV algo mais parecido com o que era uma partida de futebol. O ponto de vista isométrico e o campo com scrolling criados pelo jogo dominariam os games de futebol a partir dos anos  90.
Ainda em 1979, o jogo “Hockey!/Soccer!”, lançado pela Magnavox para o console Odyssey². Como o nome sugere, o jogo era um combo que trazia futebol e hóquei na mesma fita.

### Década de 1980
A partir dos anos 80 o futebol se tornou um tema recorrente nos jogos eletrônicos, com dezenas de títulos lançados todos os anos. Os consoles Atari, Commodore 64 e arcade foram o grande palco onde desembarcaram os jogos durante esta década. Porém, a maioria dos títulos ainda trazia a visão com um scroll vertical e visão aérea.
A década começou com o lançamento de Atari Soccer, em 1980, para o console Atari 2600. Os gráficos eram simples, mas caprichados para a época, já sendo possível notar a movimentação de pernas dos jogadores.
Ainda em 1980, aquele que parece ser o primeiro (e por enquanto único) videogame de totó da história. Futebol Eletrônico, conhecido como Electronic Table Soccer nos EUA e Electronic Table Football na Europa, chegou ao Brasil somente em 1983.
Em 1982, Football Manager, do console ZX Spectrum Sinclair iniciou um novo gênero de jogo de computador, a simulação do gerenciamento de futebol.
Também em 1982, Pelé’s Soccer, para Atari 2600, tornou-se o primeiro jogo do gênero patrocinado por um garoto-propaganda. Embora o game seja colorido, os gráficos de Pelé’s Soccer são bem simples e os jogadores (três de cada lado do campo) parecem pontos com cores diferentes na tela.
Pelé deu o pontapé inicial, mas não foi o único a assinar um game. O astro inglês Glen Hoddle (“Glen Hoodle Soccer”, 1985, para Amstrad CPC) e o craque alemão Lothar Matthäus (“Lothar Matthäus - Die Interaktive Fußballsimulation”, em 1993, para Amiga e DOS, e depois “Lothar Matthäus Super Soccer”, em 1995, para SNES) são dois exemplos de destaque. Outros nomes, como os britânicos Gary Lineker e Peter Beardsley e o espanhol Emilio Butragueño, também ganharam jogos com seus nomes.
Ainda em 1982, Soccer Raupisoft surgiu sem a visão por cima dos jogadores e oferecendo uma profundidade parecida com os gráficos 3D. Os jogadores possuíam detalhes maiores e eram coloridos.
Um ano mais tarde, International Soccer (que recebeu versões não-oficiais em vários territórios, com títulos diferentes), para o Commodore 64, inovou ao trazer nove níveis de dificuldade contra o computador e a possibilidade de dois gamers jogarem no mesmo time. Neste game, os jogadores tinham traços mais realistas e, ainda que a jogabilidade pareça estranha hoje em dia, era um notável avanço para a época.
World Cup, para Commodore 64, lançado em 1984 foi o primeiro a fazer referência a Copa do Mundo no seu título.
Tehkan World Cup, posteriormente conhecido como "Tecmo Cup", lançado para arcade em 1985, foi o primeiro game que conseguiu produzir algo que lembrasse vagamente um jogo de futebol. Sua jogabilidade vertical conseguiu tirar os primeiros gritos de gol da garganta dos gamers ao redor do mundo. O game colocava dois jogadores frente a frente, em um gabinete com tela horizontal. A visão de jogo era superior e o controle dos jogadores se dava por meio de uma trackball.
Ainda em 1985, Konami’s Soccer, lançado para o computador MSX, da Microsoft, foi o primeiro jogo do gênero lançado pela Konami. Uma curiosidade deste jogo, é que todos os jogadores tinham bigode.
1986 trouxe o primeiro jogo oficial licenciado de Copa do Mundo. World Cup Carnival, da britânica US Gold, para os consoles Amstrad CPC, Commodore 64 e ZX Spectrum.
Ainda em 1986, o obscuro Peter Shilton's Handball Maradona foi lançado para Amstrad CPC, Commodore 64 e ZX Spectrum. Ao contrário do que o título pode dar a entender, não se trata de um jogo de handball, mas sim de um game de futebol no qual se controla um goleiro. A missão do jogador é, claro, evitar gols e melhorar as habilidades do personagem controlado - o próprio Peter Shilton, ex-goleiro da seleção inglesa da Copa do Mundo de 1986, que ficou famoso ao levar um gol de mão (daí o "Handball do título) do craque argentino Diego Maradona. O jogo foi desenvolvido por uma produtora britânica.
Em 1987, Great Soccer (conhecido por Super Futebol no Brasil), inaugurou a era 8 bits e foi um dos jogos mais vendidos da plataforma. Com um botão a mais do que seus antecessores, as coisas começaram a ficar mais interessante, como o fato de botões separados para passes rasteiros e altos.
1988 trouxe ao mercado Emlyn Hughes International Soccer, para computadores. O jogo foi um dos mais desenvolvidos de sua época, com diferenciação de passe, drible e chute. Ainda era possível editar os nomes dos jogadores e uniformes das equipes.
Goal! (NES, Jaleco, 1989), foi o pioneiro em alguns aspectos: era possível regular quanto tempo duraria o jogo, faltas e impedimentos eram pela primeira vez adicionados ao jogo (e o juiz a maioria das vezes errava nas marcações) e um dos primeiros a incluir o cara-ou-coroa inicial, com a possibilidade de escolher bola ou campo.
Encerrando a década, World Cup Italia '90, da US Gold (conhecido no Brasil como Sega Soccer, de 1989, lançado para Master System e Mega Drive), o primeiro a permitir a seleção de jogadores antes de entrar em campo e a trazer o goleiro controlado pelo jogador. Além disso, ele trouxe como inovação a mudança de câmera quando dos chutes a gol, para que o player pudesse visualizar a bola entrando ou não na rede. Outras coisas interessantes no jogo foram as animações nas cobranças de bola parada ou na comemoração do gol. Simples telas que faziam a diferença na época. Porém, nele ainda não havia faltas, nem impedimentos.
Porém, o melhor game de futebol da época é Kick Off, da britânica Anco Software. Desenvolvido por Dino Dini, um dos maiores entusiastas dos jogos de futebol, a partir de um projeto de Steve Screech (que ficaria a cargo das sequências do jogo depois que Dini deixou a Anco, em 1992), o game, lançado para os principais computadores domésticos do mercado europeu da época, como o Amiga e o Amstrad CPC, ganhou inúmeros prêmios e até mesmo uma sequência (Super Kick Off, Mega Drive/Super NES/Game Boy, US Gold, 1992). O game marcou início da individualidade dos jogadores, com diferentes atributos, além de ter sido o primeiro a dar nome aos jogadores, mas retrocedeu no ângulo de visão (ele adotava uma visão do topo). Porém, com uma jogabilidade ágil e um campo de maiores proporções, ele deteve a supremacia durante alguns anos.

### Década de 1990 - Primeiros Games em 3D e Início da rivalidade "Konami x EA Sports"

#### De 1990 a 1993 - Primeiros "craques fictícios"
Na década de 1990, os atletas virtuais ganharam feições idênticas às suas contrapartes reais. Juízes e torcida foram incorporados. A tecnologia por trás do game (chamada de engine) incluiu dribles, chutes com efeito, carrinhos e até mesmo as comemorações após um gol.
O primeiro jogo da década, World Championship Soccer (Sega, 1990, Mega Drive), foi baseado na Copa de 1990, e inaugurou a era 16 bits, mas manteve o ângulo de visão superior ao campo.
Super Formation Soccer, da Human, de 1991, trouxe uma visão bastante diferente de outros games de futebol – a câmera traseira afastava-se ou aproximava-se conforme o ataque chegava perto do gol, podendo mostrar o campo inteiro a partir da linha de fundo.
Em 1992, alguns games interessantes foram lançados: Primeiro Super Sidekicks, lançado pela SNK para o seu console, o Neo Geo, já mostra esta melhora gráfica dos anos 90 nos jogos de futebol. Os jogadores possuem um desenho mais detalhado e o jogo é todo animado, mais estimulante do que outros games. É possível fazer gols de bicicleta e de outras formas criativas, além de poder dar carrinhos, empurrões e até faltas mais violentas graças à jogabilidade de estilo puramente arcade. Sem licenças oficiais, o jogo foi um sucesso também nos fliperamas e, a partir da terceira versão, já trazia alguns jogadores com nomes fictícios, mas bem parecidos com seu nome de verdade, como Roman, que deveria ser o Romário.
Depois, Sensible Soccer, da Sensible Software, diminuiu as mecânicas principais do futebol aos seus elementos mais puros, trazendo uma jogabilidade interessante para os aficcionados. Foi o primeiro a desafiar a supremacia do Kick Off (apesar de apresentar jogabilidade praticamente idêntica ao mesmo), graças ao novo conceito de ligas, com um total de 168 equipes. Versões futuras deste game, como "Sensible World of Soccer", de 1994, inovaram ao trazer um modo carreira e equipes dos seis continentes. Em 2017, "Sensible World of Soccer" foi eleito o melhor jogo eletrônico de futebol de todos os tempos pela revista inglesa Four-Four-Two, que fez o seguinte comentário: "A escolha de Sensible World of Soccer em primeiro no lugar de PES e FIFA Soccer é que, ao contrário dos outros, que precisaram de anos de evolução, o Sensible trouxe uma evolução incrível. Mais de 24 mil jogadores e 1,5 mil times estavam na base de dados desse jogo de Mega Drive".
Ainda em 1992, Championship Manager, criada por Paul e Oliver Collyer da Sports Interactive, iniciou uma série de jogos de simulação do gerenciamento de futebol que vive até os dias atuais, embora sob o novo nome de Football Manager depois que a Eidos Interactive (atual Square Enix Europe) desfez a parceria com a SI e ficou com os direitos da série (a SI manteve o código-fonte e encontrou uma nova distribuidora, a Sega, para dar continuidade à série sob o novo nome; a Eidos continuou a fazer jogos com o título Championship Manager, porém sem o mesmo sucesso de público ou crítica).
Também em 1992 tem-se o lançamento do segundo jogo eletrônico de futebol lançado pela Konami, trazendo ainda mais expertise para empresa em jogos deste gênero (o que faria diferença 10 anos depois). Konami Hyper Soccer foi lançado para o Nintendinho. Ele trazia um visual bastante detalhado, considerando as capacidades do console 8-bits. Havia ainda requintes como a bola aumentar de tamanho conforme era chutada para o alto.
No mesmo ano tem ainda Tecmo World Cup 92, aparentemente o primeiro a conter cartões amarelos e vermelhos.
Continuando no ano de 1992, "Striker" foi lançado para os principais sistemas da época. Ele era um game de futebol com scroll horizontal. Ao contrário de jogos como "Sensible Soccer", a câmera era posicionada como se estiver sobre um dos gols, dando uma falsa sensação de 3D. O visual do jogo era detalhado e ele também contava com outras modalidades do esporte, como futebol de salão.
Por fim, 1992 marca ainda o lançamento de World Trophy Soccer (Virgin Interactive/Krisalis Software, para Mega Drive; conhecido como European Club Soccer na Europa e contendo apenas os principais clubes desse continente), o primeiro a conter um craque fictício de renome: Jose Argot. Ele também foi um dos primeiros a permitir a possibilidade de editar os uniformes das equipes. Tanto camisa, quanto meiões e calções. O jogo trocava quando uma (ou mais) dessas partes era repetida entre os times em campo. Ou seja, dois times de meião da mesma cor, nem pensar! Além disso, ele foi o primeiro com a opção de substituição de jogadores e o primeiro no qual foram colocados números às costas das camisas dos jogadores.
Tony Meola’s Sidekick Soccer (ElectroBrain, SNES, 1993) tinha placas a beira do campo com patrocínios reais. Além disso, ele foi o primeiro a usar uma câmera traseira, dentro do campo, que girava constantemente para que o time que estava atacando ficasse sempre de frente para a meta. Ele foi produzido utilizando os efeitos gráficos provenientes do Mode 7 do console da Nintendo - que simulava uma sensação de movimentos em 3D. Foi trazido para o mercado latino-americano com o nome de Super Copa. Já no Japão, o título foi batizado de "Ramos Rui no World Wide Soccer", em homenagem ao brasileiro naturalizado japonês, Ruy Ramos.

#### 1993-1994: Início da rivalidade "Konami x EA Sports"
O ano de 1993 é marcado pelo início da série FIFA International Soccer - franquia de sucesso produzida pela Eletronic Arts que se mantém como referência em games de futebol até hoje. Fifa 94, baseado nas Eliminatórias da Copa de 1994, foi lançado para Mega Drive e SNES. Ele rompeu a era de jogos de 16 bits, resgatando a câmera isométrica do Intellivision Soccer, e sendo o primeiro a ter uma licença oficial da entidade mundial do futebol.
1994 foi um ano que trouxe bons lançamentos. Um deles é Pelé II: World Tournament Soccer, para Mega Drive. Esse não foi o primeiro game a levar o nome de Pelé: a primazia coube a "Pelé’s Soccer", lançado para Atari. E, mesmo no Mega Drive, houve outro jogo que usou o nome do Rei do Futebol, "Pelé!", de 1993. Ainda assim, "Pelé II: World Tournament Soccer" foi o mais conhecido deles. O jogo tinha uma estranha característica de que a arbitragem possuía uma interpretação "própria" da regra do jogo e a jogabilidade bastante travada. Não obteve muito sucesso.
Outro bom jogo de 1994 é World Championship Soccer 2, jogo de Mega Drive que foi pouco vendido na época de seu lançamento. Na década de 2010, porém, este jogo acabou virando uma febre entre os “adoradores de antiguidade” depois que foi divulgado que Jon Hare (um dos mais famosos desenvolvedores de jogos de futebol) participou da criação do jogo.
Virtua Striker, também de 1994, para arcades, foi um dos inovou com os seus Passes longos, passes curtos, chutes diferenciados, e desarmes. Jogado na horizontal (um dos primeiros a fazer isso), o jogo dava essas opções e ainda contava com 18 seleções mundiais jogáveis.
Ainda em 1994, a produtora japonesa Jaleco lança World PK Soccer, que vem em uma máquina de fliperama no mínimo inusitada, que simula uma cobrança de pênaltis, no qual o jogador deve chutar um objeto em formato de bola.
Também em 1994, a Konami lançou aquele que é considerado o melhor jogo de futebol 2D de todos os tempos. International Superstar Soccer trouxe várias inovações para a época:
- Fisionomia dos jogadores: Primeiro jogo em que se foi possível reconhecer os jogadores pela fisionomia. Atributos como estilo de cabelo e cor da pele só passariam ser diferenciados em outras franquias a partir da geração 32 bits.
- Narração: primeiro videogame de futebol a incluir comentários em áudio que fossem além do grito do gol.
- Scenario Mode: A partida começa com o jogo já em andamento. Assim, são apresentadas várias situações adversas em que o jogador deve conseguir a vitória para completar.

Este jogo definiu a jogabilidade dos games seguintes, além do campo de visão lateral.
Nesta época, porém, os games ainda não tinham a licença da FIFPro (entidade que representa os jogadores profissionais. ), e por isso os nomes dos jogadores eram fictícios. Até hoje, nomes como Janco Tianno, Rico Salazar, Tito Mancuso, Roberto Favaro, H. van Smeiter e Jose Pasualdo (todos do FIFA 94) e Allejo, Gomes, Beranco, Carboni, Galfano, Murillo (International Superstar Soccer) são inesquecíveis aos gamers dessa época.
Com o sucesso de Fifa 94, a EA Sports não demorou para lançar Fifa 95, o primeiro da série a contar com clubes, inclusive as novatas equipes brasileiras nos gramados virtuais.
O sucesso de International Superstar Soccer fez com que surgissem até versões crackeadas, como Campeonato Brasileiro 95, só com equipes brasileiras. Por isso, pode-se dizer que ele se tornou o primeiro game de futebol a ter versões hackeadas realmente bem sucedidas.
Em 1996, a Konami lança o sucessor de International Superstar Soccer. International Superstar Soccer Deluxe fez tanto sucesso quanto seu antecessor.
Em 1997, a EA lançou FIFA 98, que foi o primeiro jogo do gênero com uma trilha-sonora. Depois dele, este item se tornou peça importante dos jogos. Desde então, a EA tem uma divisão própria em Los Angeles, chamada EA Trax, responsável apenas por selecionar as canções que vão embalar o jogador durante as partidas.
O ano de 1998 marca o lançamento de International Superstar Soccer 64, da Konami, com jogadores em 3D, e World Cup 98, o primeiro jogo da EA dedicado às Copas do Mundo. Ele iniciou uma tendência caça-níqueis da EA Sports: A cada ano de Copa ou de Eurocopa, os gamers são agraciados com novos jogos exclusivos para estes torneios.

#### Outros títulos além de "FIFA x International Superstar Soccer"
As franquias FIFA International Soccer e International Superstar Soccer fizeram com que, desde então, até os dias atuais, Konami e EA Sports passassem a dominar o mercado de jogos de futebol. Por isso, títulos interessantes, seja no aspecto técnico, seja no aspecto de diversão, passaram quase que despercebidos nesta década. Entre os títulos de destaque, estão:
- Soccer Shootout (Super NES, Epoch/Capcom, 1994) - uma das raras tentativas da Capcom em jogos esportivos; era uma conversão para o mercado ocidental de J. League Excite Stage, da Epoch (a Capcom apenas publicou a versão ocidental do jogo). Sem a licença oficial, o nome dos verdadeiras eram usados com versões parecidas a da vida real, como Taffe (Taffarel) ou Mario (Romário)
- Virtua Striker (Fliperama, Sega, 1994) - produzido pela Sega, é considerado o primeiro game eletrônico esportivo 3D da história dos video-games
- Champions World Class Soccer (Mega Drive/Super NES, Acclaim, 1993) - primeiro jogo em que o player pode escolher controlar manualmente o goleiro.
- Stone Ball (Fliperama, Art & Magic, 1994) - Neste jogo produzido na Bélgica, o palyer jogava com personagens da época das cavernas
- Football Glory (Amiga, Croteam, 1994) - trazia policiais combatendo hooligans e mulheres peladas invadindo o campo. Produzido na Croácia, pela mesma produtora que mais tarde criaria a série Serious Sam.
- Fever Pitch Soccer (SNES/Mega Drive/Atari Jaguar, US Gold, 1995) - conhecido como Head-on Soccer no mercado europeu.
- Kick Goal (Fliperama, TCH, 1995) - o primeiro futebol de salão dos games, produzido na Espanha.
- J. League Pro Soccer: Final Stage (Mega Drive, Sega, 1995) - um dos vários jogos licenciados da J. League lançados em meados dos anos 1990, o que ajudou a popularizar um pouco mais a liga local.
- Actua Soccer (PC/PlayStation/Sega Saturn, Gremlin Interactive, 1995) - desenvolvido para computadores, foi o primeiro a introduzir o conceito de escolha de câmeras, e também a utilizar tecnologia 3D. Em 1996 o game, atualizado como Actua Soccer: Club Edition, contou com 22 equipes da Premier League, o que o fez ter muito sucesso no Reino Unido até o final dos anos 90, quando a terceira versão, tendo o atacante da seleção inglesa Alan Shearer como garoto-propaganda, foi lançada. As versões de console são conhecidas como VR Soccer no mercado americano.[9]
- Worldwide Soccer (Sega Saturn,Sega,  1997) - O Worldwide Soccer aproveitou o ápice das vendas do extinto Saturn para se estabelecer no mercado. Um ponto positivo do simulador era a possibilidade de editar o nome dos jogadores, que vinham de fábrica completamente modificados. Os uniformes das seleções tinham detalhes que se aproximavam aos originais da época. A jogabilidade era uma das melhores daquele período.[9]
- Back Street Soccer (Fliperama, SunA, 1996) - Produzido na Coreia do Sul, é considerado o primeiro jogo eletrônico de futebol de rua, que mais tarde faria muito sucesso com a franquia FIFA Street.
- Kiko World Football (PC, Ubisoft, 1998) - Contou com o futebolista Kiko Narváez.[10]
- Libero Grande (Arcade/PlayStation, Namco, 1998) - Foi inovador no quesito "imersão": você deveria escolher apenas um jogador (com atletas baseados nos grandes astros das principais seleções da época) e controlá-lo durante toda a partida. Com uma câmera posicionada atrás do personagem, a sensação de estar dentro de um jogo de futebol era incrível. Em 2007, a EA implementou no FIFA 2008 um modo semelhante, chamado "Be a Pro", seguido pela Konami no Pro Evolution Soccer da temporada seguinte com o modo "Become a Legend".
- This Is Football (PlayStation, Sony Computer Entertainment Europe, 1999) - Considerado o terceiro melhor game do gênero para o PSOne, teve diferentes versões por temporada. A série acabou em 2005 com o lançamento da versão americana de This Is Football 2005, intitulada World Tour Soccer 2006; neste tempo, a preferência da grande maioria dos jogadores já se encontrava dividida entre as séries FIFA e Pro Evolution Soccer.[11]

### Década de 2000 - Febre "Winning Eleven" e os primeiros "Simuladores de Futebol"
A Década de 2000 se inicia com o surgimento do PlayStation. O console da Sony tornou-se o mais vendido da história e não houve jogo de futebol mais popular para ele que o Winning Eleven, franquia da Konami que se tornaria antecessora do PES.
O primeiro Pro Evolution Soccer (conhecido como Winning Eleven 5 nos mercados japonês e norte-americano), trazia modelos em 3D dos jogadores e uma jogabilidade até então nunca vista, bastante fluida e fácil de se adaptar. Winning Eleven 5 foi um marco, e iniciou a chamada "febre Winning Eleven", que se alastraria durante toda uma década.
De 2000 a 2010, a Konami dominou o mercado. O problema era que a EA Sports apostava somente em gráficos realistas, mas perdia muito em jogabilidade. A Konami, por sua vez, sufocava sua rival com gráficos cada vez melhores e uma jogabilidade muito boa.
Não a toa, Pro Evolution Soccer 6, de 2006, foi eleito, em 2017, pela revista inglesa FourFourTwo, como o segundo melhor jogo eletrônico de futebol de todos os tempos, atrás apenas de Sensible World of Soccer. A revista fez o seguinte comentário a respeito do jogo: "Melhor jogo da série PES, o jogo para PS2 revolucionou os games de futebol. Além de passe e chute precisos, o jogo trouxe melhor movimentação dos jogadores sem a bola, estilos de corrida únicos para cada jogador, formas diferentes de cobranças de falta".
Foi por volta de 2005 que a EA decidiu levar a série FIFA para o lado da simulação, que traz uma experiência mais fiel à realidade, ou seja, com dificuldades e peculiaridades que podem ser vistas em reais partidas de futebol. Assim, a EA conseguiu alcançar a liderança deste mercado a partir de FIFA 10, estabelecendo um novo nicho nos games de futebol. A Konami abriu espaço para a concorrente com a falta de inovação.
Apenas no Brasil o PES foi o game de futebol mais vendido neste período. Segundo Edivaldo Junior, presidente da Confederação Brasileira de Futebol Digital e Virtual (CBFDV), as versões piratas do PES (entre as quais os populares "Bomba Patch") possuíam competições como o Campeonato Brasileiro e a Copa Libertadores da América, escalações sempre em dia com as transações reais e narradores brasileiros, como Galvão Bueno, o que ajudou a Konami. Para ele, "se hoje o Brasil é o mercado que mais vende cópias de PES no mundo, a Konami tem de agradecer à pirataria."
Voltando alguns anos, em 2000, Mia Hamm Soccer 64, da SouthPeak Interactive, para Nintendo 64, torna-se o primeiro jogo só com jogadoras de futebol feminino. Entretanto, o jogo foi convertido diretamente de um título de futebol masculino, Michael Owen's World League Soccer 2000, lançado somente na Europa.
Voltando ao ano de 2003, Pro Beach Soccer, desenvolvido pela "PAM Development", inovou ao ser o primeiro game de futebol de areia.
Novamente em 2005, a EA Sports lança a série Fifa Street. Com um enfoque mais voltado para os dribles (e não para uma partida de futebol em si), o game chamou logo a atenção pela sua abordagem mais descontraída do esporte. O jogo colocava várias seleções famosas para disputarem partidas 4×4 em campos de rua. Neste jogo, não era só gol que valia ponto: o “drible humilhante” também dava pontuação ao jogador. Este enfoque de variação da linha dos jogos eletrônicos de futebol, buscando novos nichos, seria o ponto que marcaria a década seguinte.
Por fim, 2005 marca ainda o lançamento de Football Manager, que levou o 3D aos games de gerenciamento de equipes, que até então possuíam visual simplório.
Mais uma vez, esta polarização "Konami x EA Sports" deixou no anonimato alguns games inovadores, como Football Kingdom (Namco - 2004), que trouxe um sistema de passes mais completo do que tudo já visto até então, com opções de passar a bola pelo chão, por cima, com curva ou à frente do recebedor do passe, num lançamento, e inovador também nas animações e na física da bola; Sensible World of Soccer 02/03 (Sensible Software - 2002), que deu sequência a renomada franquia Sensible Soccer, de 1992]], com um visual renovado, e interessante para a época; e Red Card Soccer (Midway/Point of View - 2002) e seu futebol "mais pegado". Em 2012, Este jogo foi eleito um dos 15 jogos esportivos mais violentos de todos os tempos.

### Década de 2010 - Diversificações,indie games, e busca de novos "nichos"
A década de 2010 é marcada pela presença - e busca - de alguns novos nichos no mercado.
É nesta década que começam a aparecer os primeiros Fantasy Games de futebol, como o Cartola FC. Além disso, é aqui também que aparecem os primeiros indie games para celulares e smartphones. Dentre os quais, pode-se citar:
- Score! World Goals - Seu objetivo é o de reproduzir jogadas reais de goos de jogos clássicos. Para isso, antes de cada desafio, o usuário verá um mapa com a visão aérea do campo de jogo mostrando o trajeto da bola naquela jogada.
- Head Soccer - é um jogo de futebol bem diferente. São apenas dois jogadores, que jogam um contra o outro. Só existem dois movimentos: ir para a direita, ir para a esquerda, pular e chutar.
- Run Ronaldo Run - você controla o Ronaldo fenômeno em sua forma mais redonda possível. Nele você tem que desviar de obstáculos e chutar a bola antes que o argentino Crespo chute.

Em 2012, a EA lança FIFA 13, o primeiro game de futebol compatível com Kinect, PlayStation Move e Wii U GamePad. Com o Kinect, por exemplo, é possível substituir jogadores em campo ou mudar táticas e formações do time apenas com a voz, sem parar a partida em nenhum momento. Já com o PS Move, é possível direcionar os passes e chutes, além de organizar movimentos de outros jogadores que não estão com a bola. Por fim, com o Wii U GamePad, os players podem ver a ação da perspetiva de quem está em campo, fazer pontaria com exatidão nos remates à baliza, levar companheiros de equipa que estejam próximos de si a marcar ou retirar a posse da bola a adversários e muito mais.
Em 2013, Futsal Manager torna-se o primeiro manager de futsal.
Em 2014, a EA Sports criou o FIFA World, que é uma competição dos jogos da franquia FIFA no universo dos e-sports.
Em 2014, a Konami inovou, e seu PES 2014 foi o primeiro jogo dos consoles domésticos a conter a variante do Futsal.
Em 2015, a Konami mais uma vez largou na frente. PES 2015 tonou-se o primeiro jogo eletrônico de futebol do serviço de streaming da Samsung chamado GameFly.
Também em 2015, FIFA 16 torna-se o primeiro a conter equipes masculinas e femininas. O futebol feminino é mais cadenciado e menos explosivo que o masculino, e essas características estão preservadas dentro do game, já que trata-se de um game que tem como características ser um Simulador.
Em 2017, com o FIFA 18, foi-se usado pela primeira vez, em jogos eletrônicos de futebol, uma personagem feminina controlável em um modo História.
Fora do oligopólio mantido pela EA e Konami, uma novidade de destaque foi Rocket League (2015), título inovador lançado em várias plataformas no qual as partidas são disputadas por carros. Tal proposta não é exatamente uma novidade no mundo dos jogos: Street Racer (1994), da Ubisoft, e Excitebike 64 (1999), da Nintendo/Left Field, já traziam modos de futebol motorizado; Rocket League, no entanto, foi o primeiro a ter esse modo de jogo como foco principal.

### Lista com os Melhores de Todos os Tempos
Em fevereiro de 2017, a revista inglesa Four-Four-Two elegeu os 23 melhores Jogos eletrônico de futebol. A lista, que conta como jogos de todas as épocas e todos os estilos, está abaixo:
- 23° – LMA Manager (2002)
- 22° – FIFA Street (2012)
- 21° – Microprose Soccer (1988)
- 20° – Euro Boss (1991)
- 19° – Super Soccer (1992)
- 18° – World Championship Soccer 2 (1994)
- 17° – Emlyn Hughes International Soccer (1988)
- 16° – Mario Strikers Charged (2007)
- 15° – UEFA Euro 2008 (2008)
- 14° – Top Eleven (2010)
- 13° – Virtua Striker (1994)
- 12° – Multi-Player Soccer Manager (1991)
- 11° – Actua Soccer (1995)
- 10° – Kick Off 2 (1990)
- 9° – Football Manager (1982)
- 8° – New Star Soccer (2012)
- 7° – Rocket League (2015)
- 6° – International Superstar Soccer Deluxe (1996)
- 5° – Football Manager 2016 (2015)
- 4° – FIFA 16 (2015)
- 3° – Championship Manager: Season 01/02 (2001)
- 2° – Pro Evolution Soccer 6 (2006)
- 1° - Sensible World of Soccer (1994)

### Quadro Evolutivo
| Ano  | Jogo                                           | Console                                 | Pioneirismo/Diferenciais/Legados |
| ---- | ---------------------------------------------- | --------------------------------------- | --- |
| 1973 | Soccer                                         | Fliperama                               | Considerado o primeiro jogo eletrônico de futebol. |
| 1979 | Intellivision Soccer                           | Intellivision                           | O primeiro jogo eletrônico de futebol para consoles. |
| 1981 | Pelé’s Soccer                                  | Atari 2600                              | - Apresenta gráficos básicos, técnicas de defesa e uma visão realista de bola na mão do goleiro. - O primeiro jogo eletrónico de futebol patrocinado por garoto-propaganda |
| 1982 | Football Manager                               | ZX Spectrum Sinclair                    | iniciou um novo gênero de jogo de computador, a simulação do gerenciamento de futebol. |
| 1982 | Soccer Raupisoft                               | Atari 2600                              | Primeiro jogo sem a visão por cima dos jogadores, o que oferecia uma profundidade parecida com os gráficos 3D. |
| 1982 | Real Sports Soccer                             | Atari 2600                              | Apesar de não ter um goleiro, os movimentos dos jogadores ganharam mais fluidez. |
| 1983 | International Soccer                           | Atari 2600                              | Criou opções de níveis de dificuldades. |
| 1985 | Tehkan World Cup                               | Atari 2600                              | Revolucionário sistema de "trackball". Ou seja, agora era possível carregar a bola, e não somente chutá-la para frente ou para trás. |
| 1986 | World Cup Carnival                             | Amstrad CPC, Commodore 64 e ZX Spectrum | Primeiro jogo oficial licenciado de Copa do Mundo. |
| 1987 | Elifoot (Franquia)                             | MS-Dos                                  | Nasce a franquia Elifoot |
| 1988 | Microprose Soccer                              | Commodore 64                            | Este jogo introduziu o chute com curva, e também as opções de diferenças climáticas. Primeiro jogo a utilizar a perspectiva Top-down |
| 1988 | Emlyn Hughes International Soccer              | Commodore 64                            | Introdução do modo "Edição". Você podia editar nomes de jogadores, da equipe... |
| 1989 | Kick off                                       | Amstrad CPC, MS-Dos                     | O primeiro jogo a apresentar uma visão de movimentação no campo, sendo um divisor de águas para os jogos de futebol. |
| 1990 | Sensible Soccer                                |                                         | Foi o primeiro a dar nomes para os jogadores, mesmo eles sendo fictícios |
| 1990 | International Soccer Challenge                 | Amiga                                   | Primeiro jogo a utilizar a perspectiva de 1a pessoa com um jogador. |
| 1992 | Championship Manager (Franquia)                | MS-Dos, Amiga                           | Escrito por Paul e Oliver Collyer, Championship Manager iniciou uma série que vive até hoje, embora sob o novo nome de Football Manager. |
| 1994 | Zico Soccer                                    | SNES                                    | Um jogo eletrônico de futebol estilo manager em que você é o técnico do time, e deve orientar os seus jogadoes, durante as partidas, a como se comportar em campo: se deve chutar de canhota, de trivela, se deve fazer falta, se deve passar a bola... |
| 1994 | FIFA Soccer (Franquia)                         | SNES                                    | Ele rompeu a era de jogos de 16 bits, apresentando uma visão isométrica e foi o primeiro a ter uma licença oficial da entidade mundial do futebol. |
| 1994 | International Superstar Soccer (Franquia)      | Mega Drive e SNES                       | É provavelmente o melhor jogo de futebol 2D de todos os tempos. Pioneirismos: - Fisionomia dos jogadores: Primeiro jogo em que se foi possível reconhecer os jogadores pela fisionomia. Atributos como estilo de cabelo e cor da pele só passariam ser diferenciados em outras franquias a partir da geração 32 bits. - Narração: primeiro videogame de futebol a incluir comentários em áudio que fossem além do grito do gol. - Scenario Mode: A partida começa com o jogo já em andamento. Assim, são apresentadas várias situações adversas em que o jogador deve conseguir a vitória para completar. |
| 1994 | Sensible World of Soccer                       | Amiga, MS-Dos                           | um jogo de futebol 2D combinado com um modo manager. |
| 1994 | Virtua Striker                                 | Fliperama                               | O primeiro jogo de futebol em 3D. Oferece animação fluida e gráficos elegantes. |
| 1995 | Actua Soccer                                   | PS1, MS-Dos                             | - Um dos primeiros jogos a usar o motion capture, ou seja, jogadores de verdade faziam os movimentos e os jogos copiavam. Ainda no PS1, foi um dos primeiros jogos 3D de futebol. - Permitia que quatro usuários jogassem ao mesmo tempo em um ambiente realista com vários ângulos de câmara, replays, ação, estádios e detalhes multidão. |
| 1996 | FIFA 96                                        | PS1                                     | o primeiro a contar com nomes reais nos jogadores. |
| 1996 | Back Street Soccer                             | Fliperama                               | Primeiro jogo de futebol de rua |
| 1999 | This Is Football                               | Play Station                            | Desenvolvido por Soho Sony Studios em Londres, foi o primeiro jogo a competir com a FIFA em termos de conteúdo. Ele apresentava animações e o movimento capturado do jogador, além de comentários de Clive Tyldesley. |
| 2000 | Mia Hamm Soccer 64                             | Nintendo 64                             | Primeiro jogo com futebol feminino. |
| 2001 | Wiining Eleven/Pro Evolution Soccer (Franquia) | Play Station                            | Neste ano foi lançado o primeiro jogo da famosa franquia da Konami. Oferecia goleiros mais inteligentes, realismo impecável e um sistema de filmagem desafiador. |
| 2001 | ManagerZone – Power Challenge AB               | PC                                      | primeiro MMOG (Massively Multiplayer Online Gaming) de futebol |
| 2005 | FIFA Street                                    | PS2, XBox                               | Primeiro jogo da franquia, lançada pela EA |
|      | Football Identity                              | PC                                      | Primeiro jogo de futebol estilo gerenciado em que é possível, além de poder ser um jogador, ou um treinador, também um jornalista. |
|      | Pro Beach Soccer                               | PS2                                     | Primeiro jogo de futebol de areia |
| 2008 | Football Superstars                            | PC                                      | Uma espécie de Second Life do futebol. Neste game, depois de criar o seu personagem (personalizando desde características físicas a adornos), você pode andar pelo mundo virtual e encontrar adversários. |
| 2011 | PES 2012                                       | PS2                                     | o primeiro a ter verdadeiramente uma liga brasileira totalmente licenciada. |
| 2014 | PES 2015                                       | PS3                                     | Primeiro jogo a conter a variante do Futsal |
| 2015 | FIFA 16                                        | PS3/PS4/XBox360                         | Primeiro a conter equipes masculinas e femininas |
| 2016 | FIFA 17                                        | PS3/PS4/XBox360                         | Primeiro jogo a usar o modo "Jornada", em que o player controla um personagem na luta para se tornar um jogador profissional. |
| 2017 | FIFA 18                                        | PS3/PS4/XBox360                         | Primeiro jogo a conter uma personagem feminina controlável em um modo História |

### Lista de Jogos Oficiais da Copa do Mundo
O primeiro título licenciado pela Fifa foi World Cup Carnival, lançado para a Copa de 1986, no México.
Desde 1997, a EA Sports detém os direitos de explorar a marca "Copa do Mundo FIFA" em jogos eletrônicos.
| Copa do Mundo | Jogo Eletrônico                                             | Desenvolvedora                     | Plataformas                                                                          |
| ------------- | ----------------------------------------------------------- | ---------------------------------- | ------------------------------------------------------------------------------------ |
| 1986          | World Cup Carnival                                          | Artic Computing                    | Amstrad CPC, Commodore 64 e ZX Spectrum                                              |
| 1990          | World Cup Soccer: Italia '90                                | Virgin Mastertronic                | Amiga, Amstrad CPC, Atari ST, Commodore 64, DOS e ZX Spectrum.                       |
| 1994          | World Cup USA '94                                           | Tiertex Design Studios e U.S. Gold | Sega Genesis, Sega CD, Super NES, Master System, DOS, Game Boy, e Game Gear          |
| 1998          | World Cup 98                                                | Eletronic Arts                     | Playstation, Nintendo 64, Game Boy e PC                                              |
| 1998          | Jikkyou World Soccer: World Cup France '98                  | Konami                             | Nintendo 64                                                                          |
| 1998          | World Soccer Jikkyou Winning Eleven 3: World Cup France '98 | Konami                             | Nintendo 64                                                                          |
| 2002          | 2002 FIFA World Cup                                         | EA Sports                          | PlayStation, PlayStation 2, Xbox, GameCube e Windows                                 |
| 2006          | FIFA 06: Road to World Cup                                  | EA Sports                          | Xbox 360                                                                             |
| 2006          | 2006 FIFA World Cup                                         | EA Sports                          | PC, PlayStation 2, e Xbox 360                                                        |
| 2010          | 2010 FIFA World Cup South Africa                            | EA Sports                          | PlayStation 3, Nintendo Wii, Xbox 360, PlayStation Portable e iPhone OS              |
| 2014          | 2014 FIFA World Cup Brazil                                  | EA Sports                          | Playstation 3 e Xbox 360                                                             |
| 2014          | 2014 FIFA World Cup Brazil World-class Soccer               | EA Sports                          | Android e iOS                                                                        |
| 2018          | EA Sports' FIFA 18 World Cup                                | EA Sports                          | Microsoft Windows, Nintendo Switch, PlayStation 3, PlayStation 4, Xbox 360, Xbox One |

## Sons, Trilha-Sonora e Narrações
Os primeiros jogos apresentavam apenas sons da estática quando havia um gol. Mais tarde vieram os gritos das torcidas, o contato da bola com o pé do jogador (inicialmente “estático”, ganhando depois contornos reais de um toque) e o apito do juiz. Este quadro começou a mudar a partir da década de 1990. Atualmente, esse processo evoluiu de tal forma que já há até um texto específico lido pelo narrador virtual, exaltando alguma das qualidades dos jogadores.
Em Super Soccer (SNES, 1992) já era possível ouvir o grito da torcida, o grito de gol, o apito do arbitro e uma música de fundo para animar mais os jogadores.
2 anos mais tarde, International Superstar Soccer inovou ao trazer mais falas do narrador. Já era possível percebe-lo dizer "Yes!" "Gooool", "Kick off", "yellow card", "fault". Em International Superstar Soccer Deluxe o progresso em relação à narração já é visível. Nesta época, foram inseridos algumas falas na narração: "Long Ball" na hora de um passe logo, “Long shot!” pro arremate propriamente dito e algumas outras falas no andamento do jogo. Mesmo as entradas mais violentas ganharam uma pergunta indignada do narrador: “No fault?”.
Super Sidekicks 3 - The Next Glory (Arcade - 1995) foi o primeiro a usar um narrador famoso do Brasil. O escolhido foi Luís Alfredo, na época narrador do SBT
Campeonato Brasileiro 96, uma versão hackeada de International Superstar Soccer Deluxe trouxe uma narração em portunhol, com frases como “Grande jugada!”, “Chutou, que lindo!”
Em Winning Eleven 3, de 1998, já havia um narrador oficial. Coube a John Kabira esta tarefa.
Porém, até aqui, os jogos de futebol que continham narrações, se baseavam apenas em poucas falas, como nos nomes dos jogadores, no grito de gol e em alguns lances com pequenas falas como: fault, yellow card, off side, red card, free kick, corner kick.
Coube a FIFA 99, inserir um leque bem considerável de falas nas suas narrações deixando o jogo com uma característica mais envolvente com narrações mais fluidas e que na época muitos fãs ficavam mais empolgados e passavam a sentir-se como se realmente estivesse no jogo. A narração ficou a cargo do inglês John Motson, e os comentários com Andy Gray.
Um ano depois veio a primeira narração oficial em português, com o FIFA 2000. As vozes ficaram por conta de Milton Leite (narração) e Orlando Viggiani (comentários).
Já a trilha sonora começou com FIFA 98. Depois dele, este item se tornou peça importante dos jogos.

### Lista de Narrações e Comentários Oficiais em Português
| Ano  | Jogo                               | Narração              | Comentários           | Ref.   |
| ---- | ---------------------------------- | --------------------- | --------------------- | ------ |
| 1995 | Super Sidekicks 3 - The Next Glory | Luís Alfredo          |                       | [ 28 ] |
| 1998 | FIFA 99                            | Milton Leite          | Orlando Viggiani      | [ 29 ] |
| 1999 | FIFA 2000                          | Milton Leite          | Orlando Viggiani      | [ 29 ] |
| 2000 | FIFA 2001                          | Milton Leite          | Antônio Moreno        | [ 29 ] |
| 2000 | Futebol Internacional 2000         | José Silvério         | Flávio Prado          | [ 29 ] |
| 2000 | Ronaldo V Football                 | Dr. Osmar de Oliveira |                       | [ 30 ] |
| 2001 | FIFA 2002                          | Milton Leite          | Antônio Moreno        |        |
| 2002 | 2002 FIFA World Cup                | Milton Leite          | Antônio Moreno        | [ 29 ] |
| 2002 | FIFA 2003                          | Milton Leite          | Antônio Moreno        | [ 29 ] |
| 2003 | FIFA 2004                          | Milton Leite          | Rogério Vaughn        | [ 29 ] |
| 2004 | FIFA 2005                          | Milton Leite          | Rogério Vaughn        | [ 29 ] |
| 2005 | FIFA 06                            | Milton Leite          | Rogério Vaughn        | [ 29 ] |
| 2006 | FIFA 06: Road to World Cup         | Eder Luiz             | Neto                  | [ 29 ] |
| 2006 | FIFA 07                            | Nivaldo Prieto        | Paulo Vinicius Coelho | [ 29 ] |
| 2007 | FIFA 08                            | Nivaldo Prieto        | Paulo Vinicius Coelho | [ 29 ] |
| 2008 | FIFA 09                            | Nivaldo Prieto        | Paulo Vinicius Coelho | [ 29 ] |
| 2009 | FIFA 10                            | Nivaldo Prieto        | Paulo Vinicius Coelho | [ 29 ] |
| 2010 | PES 2011                           | Silvio Luiz           | Mauro Beting          | [ 29 ] |
| 2011 | PES 2012                           | Silvio Luiz           | Mauro Beting          | [ 29 ] |
| 2012 | FIFA 13                            | Tiago Leifert         | Caio Ribeiro          | [ 29 ] |
| 2012 | PES 2013                           | Silvio Luiz           | Mauro Beting          | [ 29 ] |
| 2013 | FIFA 14                            | Tiago Leifert         | Caio Ribeiro          | [ 29 ] |
| 2013 | PES 2014                           | Silvio Luiz           | Mauro Beting          | [ 29 ] |
| 2014 | 2014 FIFA World Cup Brazil         | Tiago Leifert         | Caio Ribeiro          | [ 29 ] |
| 2014 | PES 2015                           | Silvio Luiz           | Mauro Beting          | [ 29 ] |

## Jogos de Futebol com Garoto Propaganda
- Pelé’s Soccer
- Pelé!
- Pelé II: World Tournament Soccer
- Lothar Matthäus Super Soccer e Lothar Matthäus - Die Interaktive Fußballsimulation
- Peter Beardsley International Football
- Gazza’s Super Soccer e Gazza 2 Paul Gascoigne
- Bodo Illgner’s Super Soccer
- John Barnes European Football
- Franco Baresi World Cup Kick Off
- Peter Shilton's Handball Maradona
- Tony Meola’s Sidekick Soccer
- Ronaldo V Football
- Zico Soccer

## Jogos de Futebol com Nomes de Clubes
- Arsenal FC - the computer game
- Manchester United Championship Soccer
- The Official Everton FC Intelligensia
- The Official Rangers Footbal Club Game

## Jogos de Futebol Alternativos
Serão aqui elencados os jogos de futebol em que os jogadores são personagens de filmes, animes e desenhos de sucesso. Ou seja, esses jogos buscam o público infantil. Nesses casos a jogabilidade é estilo arcade e os personagens possuem vários super poderes.
Em 1990, ProSoccer 2190 (produtora: Vulture), do console Amiga, é um jogo de futebol futurístico passado 200 anos no futuro. Dois anos depois, a SNK lançou Soccer Brawl, com um apelo parecido. Trata-se de um jogo de futebol futurístico, onde o campo é fechado, os jogadores são ciborgues e não há faltas. É quase uma pelada aonde vale tudo.
O primeiro jogo de futebol para consoles domésticos com este "apreço" foi Battle Soccer: Field no Hasha (SNES, 1992). Nele, era possível jogar com Ultraman, Kamen Rider, Gundam e Godzilla.
Em 1993 veio Kunio Kun no Nekketsu Soccer League protagonizado pelos personagens brigões da série “River City Ransom". Este jogo é bem parecido com Nintendo World Cup, de 1990.
Depois veio Tiny Toon Adventure: ACME All Stars, lançado pela Konami para Mega Drive e SNES, em 1994.
Também em 1994, a Capcom lançou Mega Man Soccer.
Ainda em 1994, Wild Cup Soccer, cujo objetivo é marcar mais gols ou matar mais jogadores do time adversário.
Para encerrar o ano de 1994, Dolucky's A-League Soccer traz como jogadores gatinhos e bichinhos fofinhos em campo.
Em 1996, a Mizuki lança o vídeo interativo para o Sega Saturn "Isto é Zico: Zico no Kangaeru Soccer".
Em 2002, a Sega lança Sega Soccer Slam, com os seus personagens.
Em 2006, veio Super Mario Strikers, lançado pela Next Level Games para Nintendo Game Cube. Um ano mais tarde veio seu sucessor. Mario Strikers Charged foi desenvolvido para Nintendo Wii.
Em 2008, Inazuma Eleven, do Nintendo DS, foi desenvolvido pela produtora Level-5
Por fim, pode-se citar:
- Rocket League (2014)
- Pro Zombie Soccer (2014)

## Jogos de Outros Gêneros Cujo Tema é o Futebol
Os jogos da franquia Captain Tsubasa (o primeiro foi lançado em 1990, para NES) são jogos de futebol com elementos de RPG. Ou seja, além de jogar uma partida de futebol, você também faz as vezes de técnico, onde se diz aos jogadores o que devem fazer – chutar, passar, dar carrinho, etc.
- X the Ball (Arcade, 1992) - Com uma ficha, o jogador pode fazer 5 palpites para adivinhar onde que está a bola, por análise detalhada da visão dos jogadores. Jogo de futebol ao melhor estilo Carmen San Diego.
- Soccer Kid (SNES, 1993) - É um jogo de plataforma cujo objetivo é guiar um garotinho através de vários níveis a procura dos 5 pedaços da taça da Copa do Mundo que foi roubada. A bola é usada como arma para eliminar os inimigos. O garoto faz embaixadinhas, dá bicicletas e cabeceia a bola entre outras jogadas típicas do futebol.
- Marko's Magic Football - Versão para Mega Drive de Soccer Kid. Neste jogo seu objetivo é derrotar o Coronel Brown e suas criaturas do esgoto com a ajuda de sua bola de futebol mágica.
- Go! Go! Beckham! Adventure on Soccer Island (GBA, 2002) - Jogo ao melhor estilo plataforma. O personagem principal é o ex-jogador David Beckham, que usa seus superpoderes com a bola para derrotar os adversarios.

## Jogos de Pinball com a Temática Futebol
- A.G Soccer-Ball (1991) - Alvin G.
- World Challenge Soccer (1994) - Gottlieb
- World Cup Soccer (1994) - Midway
- Flipper Football (1996) - Capcom